# Jasminum sambac

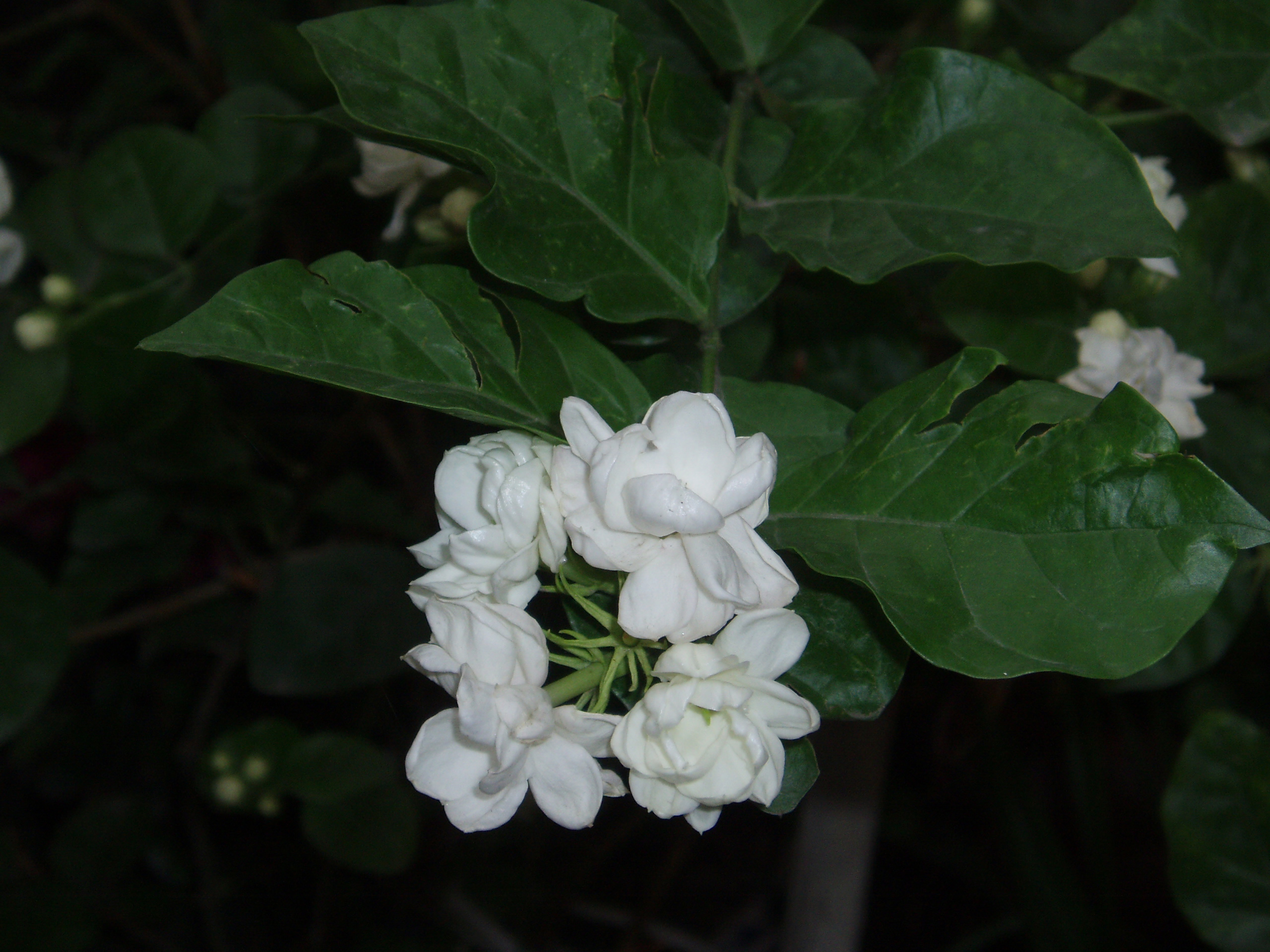
Flores de Jasminum sambac

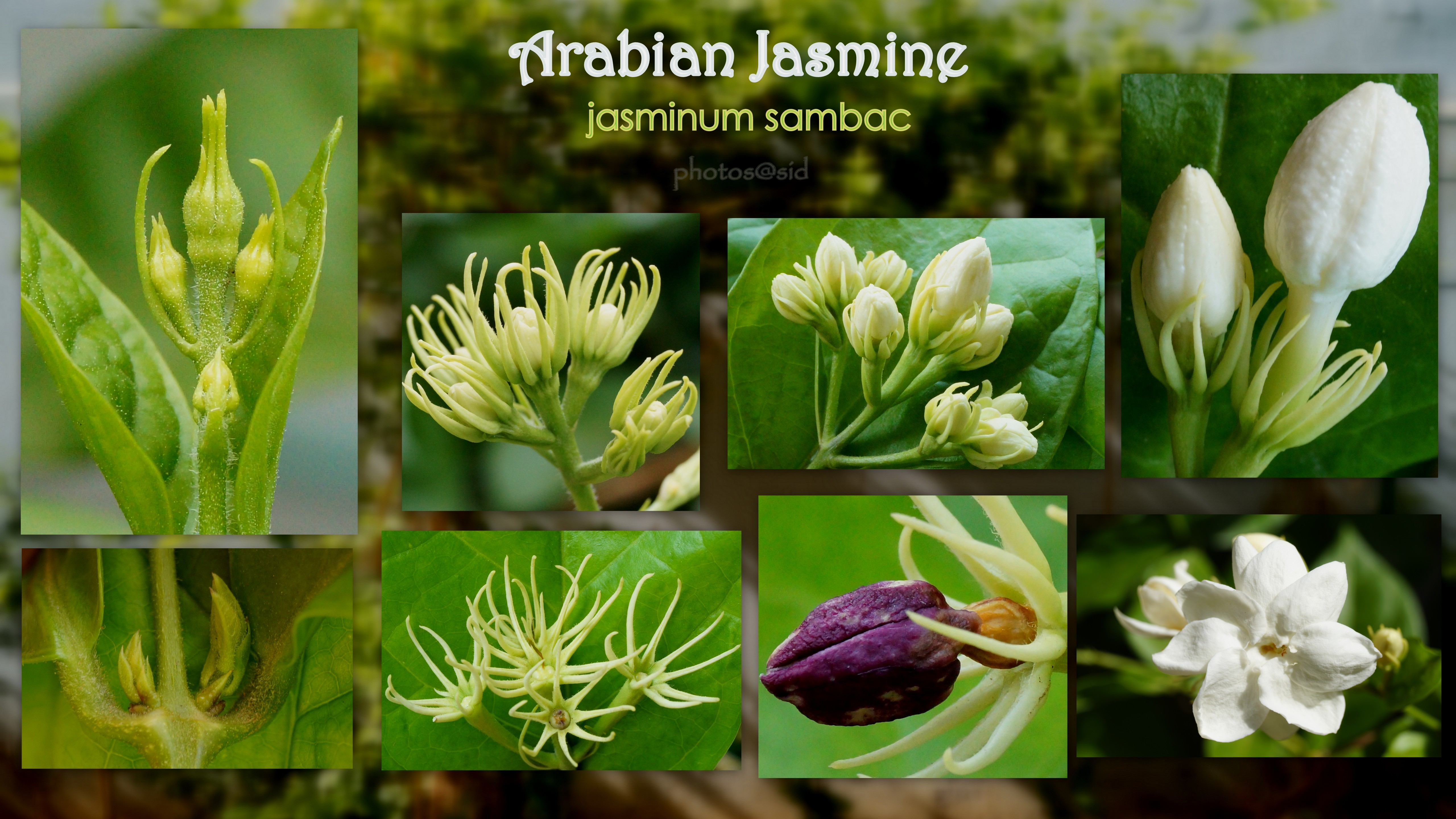
Ciclo de vida das flores de Jasminum sambac

Jasminum sambac, conhecido por jasmim-árabe ou sampaguita, é uma espécie de plantas com flor da família Oleaceae, com distribuição natural no leste dos Himalaias, numa região que abrange o Butão e parte dos territórios do Bangladesh, Índia e Paquistão. A espécie é amplamente cultivada em todas as regiões subtropicais e temperadas, especialmente no sul e sueste da Ásia, e encontra-se naturalizada em muitas regiões subtropicais.

## Descrição
Jasminum sambac, por vezes designado por jasmim-árabe, é uma espécie do género Jasminum da família das oliveiras (Oleaceae). A espécie tem distribuição natural no subcontinente indiano (sopé dos Himalaias, mas é amplamente cultivada, o que levou à sua naturalização em muitas regiões, nalgumas das quais se comporta como espécie invasora. Entre as regiões onde ocorre sub-espontânea (isto é, naturalizada) contam-se Mauritius, Madagáscar, as Maldivas, Cambodja, Indonésia, Christmas Island, Chiapas, América Central, sul da Flórida, as Bahamas, Cuba, Hispaniola, Jamaica, Puerto Rico e as Antilhas Menores.
O hábito de Jasminum sambac é um arbusto erecto, sendo trepador quando próximo de vegetação alta ou outros elementos que forneçam suporte adequado.
As folhas são inteiras, arredondadas a ovaladas, com base parcialmente em forma de coração. A textura do de limbo é semelhantes a papel, expondo de forma saliente a nervação na face inferior.
As flores estão agrupadas em inflorescências com 3 flores, mais raramente 5 flores, cada, do tipo simpodial, ocasionalmente em flores terminais isoladas. As brácteas são em forma de agulha. As flores são fortemente perfumadas, ricas em osmóforos, com um cálice com oito a nove sépalas, glabro ou apenas ligeiramente peludo. A corola é branca.
O fruto é uma baga esférica de coloração roxo-escura a negra. O número cromossómico é 2n = 26, raramente n = 39.
A planta é cultivada industrialmente, sendo as flores processadas em para produção de óleos essenciais e fragrâncias (absoluto) e para produção de chá de jasmim.